# La Corrida de la peur
Pour plus de détails, voir Fiche technique et Distribution.
La Corrida de la peur (The Brave Bulls) est un film américain réalisé par Robert Rossen, sorti en 1951.
Il a été entièrement tourné au Mexique, à Mexico et dans ses alentours.

## Fiche technique
- Titre original : The Brave Bulls
- Titre français : La Corrida de la peur
- Réalisation et production : Robert Rossen
- Scénario : John Bright
- Photographie : Floyd Crosby et James Wong Howe
- Montage : Henry Batista
- Musique : Mario Castelnuovo-Tedesco
- Pays de production : États-Unis
- Format : Couleurs - 1,85:1 - Mono
- Genre : Drame
- Durée : 106 minutes
- Date de sortie : 1951

## Distribution
- Mel Ferrer : Luis Bello
- Miroslava : Linda de Calderon
- Anthony Quinn : Raul Fuentes
- Eugene Iglesias : Pepe Bello
- José Torvay : Eladio Gomez
- Charlita : Raquelita
- Jose Luis Vasquez : Yank Delgado
- Alfonso Alvirez : Loco Ruiz
- Alfredo Aguilar : Pancho Perez
- Francisco Balderas : Monkey Garcia
- Felipe Mota : Jackdaw
- Pepe López : Farique
- Jose Meza : Little White
- Vicente Cárdenas : Goyo Salinas
- Manuel Orozco : Abundio de Lao
- Estive Domínguez : Tacho
- Silviano Sánchez : Policarpe Cana
- Francisco Reiguera : Lara
- Eduardo Arozamena : Don Alberto Iriarte
- Luis Corona : Rufino Vega
- Esther Laquin : Señora Bello
- Juan Assael : Alfredo Bello
- Delfino Morales : Indio
- Rita Conde : Lala
- Ramón Díaz Meza : Don Tiburcio Balbuenna
- Fanny Schiller : Mamacita
- Fernando Del Valle : Don Felix Aldemas